# 1939 في كندا
فيما يلي قوائم الأحداث التي وقعت خلال عام 1939 في كندا.

## سياسة

### تعيين في المنصب
- 14 فبراير – جورج ألكسندر درو عضو برلمان مقاطعة أونتاريو.

## مواليد

### يناير
- 1 يناير – رينيه راسين عالم فلك كندي.
- 3 يناير – بوبي هال لاعب هوكي جليد كندي.
- 31 يناير – كلود غوثير

### مارس
- 20 مارس – مارتن مولروني

### مايو
- 7 مايو – سيدني ألتمان
- 9 مايو – بروس ماثر ملحن كندي.

### يونيو
- 10 يونيو – الكسندرا ستيوارت ممثلة كندية.

### سبتمبر
- 2 سبتمبر – هنري منتسبرغ

### نوفمبر
- 18 نوفمبر – مارغريت آتوود كاتبة كندية.

### ديسمبر
- 13 ديسمبر – ميشيل داف متسابقة دراجات نارية كندية.

## وفيات

### نوفمبر
- 28 نوفمبر – جيمس نايسميث (مواليد 1861)